# Ахмет Мифтар Деде
Ахмет Мифтар Ахматай Деде (алб. Ahmet Myftar Dede; 22 февраля 1916, Влёра, Османская империя — 1980, Албания) — албанский священнослужитель, патриот, эрудит, видный представитель суфийского ордена бекташей, носитель высшего ранга в иерархии бекташей — дедебаба (с 1948 по 1958). Народный герой Албании. Почётный гражданин Влёры.

## Биография

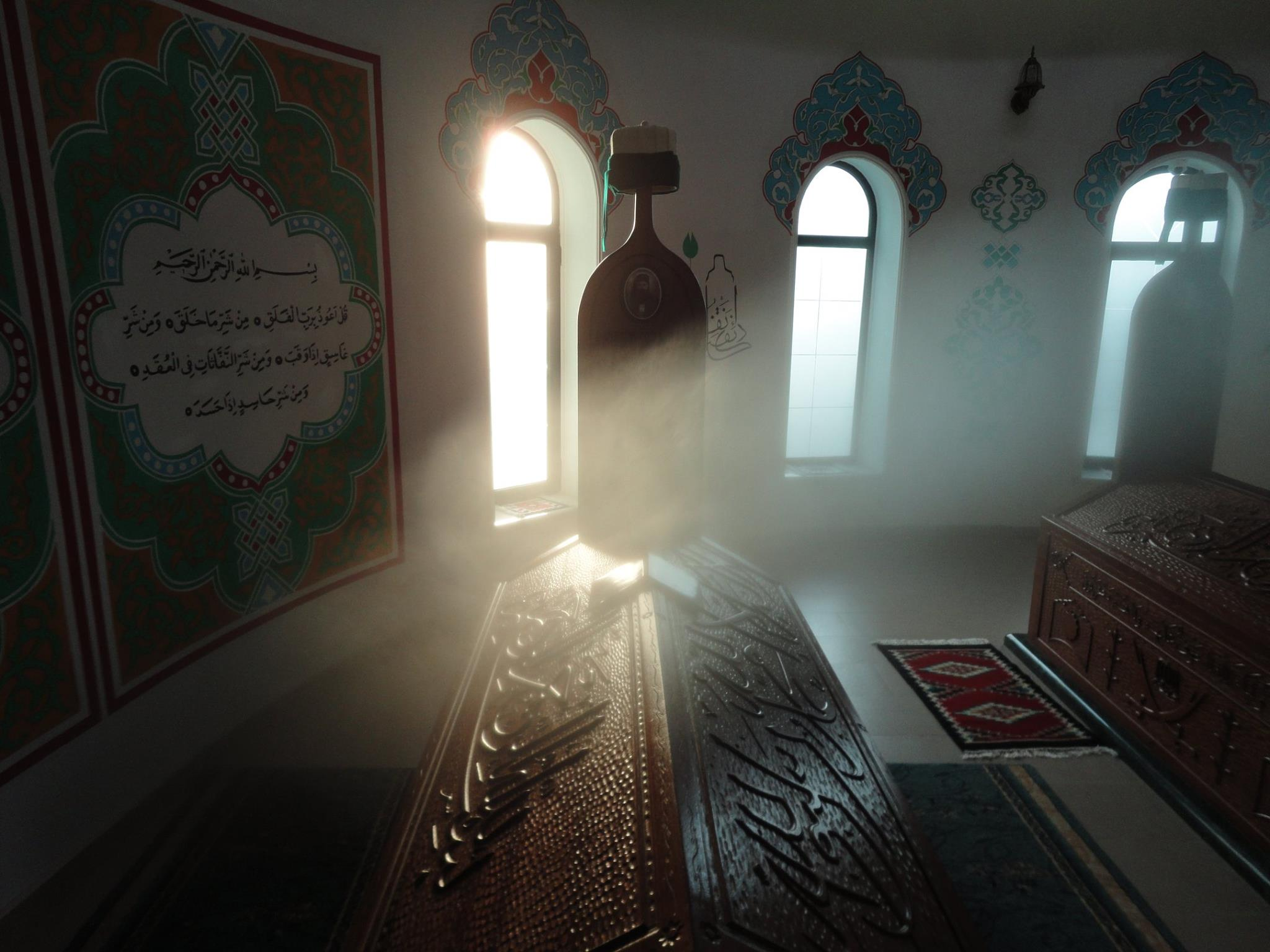
Могилы Ахмета Мифтара Ахматая Деде и Сали Ниязи Деде

После службы в армии с 1937 по 1942 года, стал духовным служителем бекташи. Участник Второй мировой войны. С 1942 по май 1944 года партизанил, сражался в рядах Национально-освободительной армии Албании. В 1943 году был взят в плен и отправлен в концлагерь Порто-Романо в Дурресе. После освобождения продолжил сражаться в партизанском отряде Шиджака, где получил тяжёлое ранение.
После окончания Второй мировой войны с 1945 года – священнослужитель во Влёре, получил звание «Баба». В период восстановления страны добровольно работал на мероприятиях по очищению холмов Влёры и высаживанию там олив.
В 1948 году стал дедебабой, считался самым большим авторитетом среди бекташи, благодаря званию имел право посвящать в сан остальных.
Деде Ахмет Мифтар Ахматай был избран на высший пост «Мировой лидер Бекташи», занимал пост до 1958 года.
Под его руководством бекташизм в Албании приобрёл значительное влияние, орден укрепился и в других странах. Владел арабским и турецким языками. Руководил рабочими группами и специальными сотрудниками в области богословия, истории, перевода литературы по бекташизму. С 1958 до 1967 года жил в ссылке.
В Албании суфийский орден действовал открыто до 1967 года, и на тот момент насчитывал 120 тыс. человек. В 1967-м все монастыри бекташей были закрыты коммунистическим правительством Албании, только в 1990 году началось их возрождение (как и других конфессий). После запрета продолжал тайно служить бекташизму.
За особые заслуги во время антифашистской борьбы и во время восстановления страны был награждён несколькими медалями и орденами Албании. За выдающийся вклад в бекташизм Муниципальный совет города Влёра удостоил его звания «Почётный гражданин Влёры».
В 2016 году к 100-летию Деде Ахмета Мифтара Ахматая президент республики Буяр Нишани присвоил ему звание Народный герой Албании (алб. Hero i Popullit).

## Награды
- Народный герой Албании (2016)
- «Почётный гражданин Влёры»

## Память
- Во Влёре установлен памятник Деде Ахмету Мифтару Ахматаю.